# Nikolai Wladimirowitsch Astachow
Nikolai Wladimirowitsch Astachow (russisch Николай Владимирович Астахов; * 15. November 1921 in der Oblast Tula; † 4. November 2001 in Moskau) war ein sowjetischer und russischer Wissenschaftler auf dem Gebiet der Akustik.

## Leben
Im Jahr 1939 trat Astachow in das Moskauer Energetische Institut ein und begann sein Studium an der Fakultät für Elektromechanik mit dem Schwerpunkt Elektrische Maschinen.
Er unterbrach sein Studium wegen des Zweiten Weltkrieges von Juni 1941 bis Mai 1945, kämpfte in der Luftfahrt an der West-, 3. Baltischen und Stalingrader Front. Er erhielt militärische Orden des Roten Sterns, des Vaterländischen Krieges 1. Grades, Medaillen „Für militärische Verdienste“, „Für den Sieg über Deutschland“, „Für die Verteidigung von Stalingrad“ und „Für die Verteidigung von Moskau“.
Nach dem Krieg setzte er sein Studium fort, das er 1952 abschloss, und blieb am Moskauer Energetischen Institut.
Er beschäftigte sich mit der Reduktion von Lärm und Vibrationen für die U-Boote der sowjetischen Marine. Er schuf die erste „ertrunkene“ Kamera, mit der die vibro-akustischen Tests von elektrischen Maschinen durchgeführt wurden.
Er untersuchte die Probleme von Vibrationen und Geräuschen, die in elektrischen Maschinen unter dem Einfluss eines elektromagnetischen Feldes auftreten. Das Ergebnis der Forschung war die Entwicklung einer Methodik für die Konstruktion von Maschinen verschiedener Typen, die ein unterschiedliches Niveau an Vibration und Lärm aufweisen.